# Alfonso Fontanelli
Pour les articles homonymes, voir Fontanelli.
Alfonso Fontanelli (né le 15 février 1557 à Reggio d'Émilie, alors dans les États pontificaux et mort le 11 février 1622 à Rome) est un compositeur, écrivain, diplomate, courtisan, et aristocrate italien de la fin de la Renaissance.
Il est l'une des figures emblématiques des innovations musicales de l'École de Ferrare à la fin du XVIe siècle, et l'un des premiers compositeurs du style de la seconda pratica, à l'aube de l'ère baroque.

## Biographie
Alfonso Fontanelli est né à Reggio d'Émilie. Il est le fils du comte Emilio Fontanelli. Il suit ses premiers cours de musique auprès du compositeur Gasparo Pratoneri. Il fait parallèlement preuve de ses talents d'écrivain, comme l'attestent quelques-uns de ses poèmes lyriques parvenus à nous.
Il se marie une première fois en 1580, et en 1584, il commence sa carrière de courtisan, homme d'État et musicien auprès de la Maison d'Este à Ferrare. C'est au service de la famille d'Este qu'il se rend pour la première fois à Rome en 1586. Il y a sans doute rencontré le célèbre madrigaliste Luca Marenzio et d'autres membres de l'École romaine de musique. On retrouve plusieurs de leurs aspects stylistiques au sein de ses propres compositions. Ses activités diplomatiques à Rome font grandir sa réputation. En 1588, il reçoit les honneurs en étant nommé conseiller musical auprès de l'Accademia de Parteni à Ferrare, et il reçoit le titre de gentilhomme de la cour de Ferrare. Son influence s'accroit progressivement jusqu'au rattachement, en 1597, du duché de Ferrare aux États pontificaux, la famille d'Este se repliant alors sur Modène.
La plupart des compositions de Fontanelli à nous être parvenues a probablement été écrite durant les années 1590 et au tout début des années 1600. En plus de son activité musicale à la cour de Ferrare au début des années 1590, Fontanelli poursuit une intense activité diplomatique, auprès de la cour des Gonzague à Mantoue et des Médicis à Florence, où il se mêle avec les musiciens locaux. En 1591, la première femme de Fontanelli meurt. Il se marie alors à Maria Biancoli, mariage qui s'avèrera tumultueux. En 1594, il entame un long voyage avec Carlo Gesualdo, se rendant à Venise, Florence, Naples et Venosa. Une correspondance qu'il adresse à son mécène Alphonse II d'Este nous est parvenue : elle contient de nombreuses informations sur les pratiques musicales de l'époque.
Fontanelli suit la famille d'Este à Modène, conservant sa charge de diplomate : il se rend à Rome et Florence en 1600 et 1601. En novembre 1601, il découvre que sa femme est coupable d'adultère : il tue l'amant, mais épargne sa femme. Puni, il est dépossédé de ses titres et banni des terres d'Este. Il trouve refuge auprès du Cardinal Alessandro d'Este à Rome, frère cadet du Duc César d'Este qui l'a banni de Modène. Fontanelli poursuit alors sa carrière musicale à Rome. En 1605, il est parvenu à rétablir ses liens avec le Duc César, et devient le représentant officiel de la Maison d'Este à Rome. On ne sait pas s'il y est parvenu après s'être repenti de son meurtre, ou en vertu de ses grandes qualités de diplomate.
Il voyage beaucoup dans la décennie suivante, dont un séjour à Florence pour tenter d'arbitrer des conflits entre les musiciens de la cour des Médicis, et un séjour en Espagne en 1611 et 1612 en tant que représentant de la Maison d'Este. En 1615, il s'est apparemment définitivement établi à Rome, où il est devenu un acteur majeur de la vie musicale. Aucune de ses compositions ne semble nous être parvenue pour cette période. Néanmoins, de nombreuses correspondances entre l'aristocratie romaine et le clergé nous sont connues, attestant de l'importance de Fontanelli dans le monde musical romain. Fontanelli se fait prêtre en 1621, et meurt en 1622 d'une piqûre d'insecte dans l'Oratorio della Chiesa Nuova.

## Œuvre et influence
Alfonso Fontanelli est, avec Luzzasco Luzzaschi et Carlo Gesualdo, l'un des chefs de file de l'école de madrigaliste de Ferrare dans les années 1590. Sa musique a longtemps été négligée, avant d'être reconsidérée à la fin du XXe siècle. Gustave Reese ne le mentionne jamais dans son encyclopédie Music of the Renaissance. Néanmoins, Alfred Einstein loue, dans son très complet The Italian Madrigal, l'un des meilleurs aristocrate-compositeur de la fin du XVIe siècle, aux côtés de Carlo Gesualdo et Alessandro Striggio.
On ne connaît de Fontanelli que des madrigaux. Aucune pièce sacrée ou instrumentale ne nous est parvenue, bien qu'il semble qu'il ait composé de la musique sacrée pour l'Oratoire des Philippins de la Chiesa Nuova, vers la fin de sa vie. Il a publié deux recueils de madrigaux à cinq voix : le premier à Ferrare en 1595, imprimé par Vittorio Baldini, et le second à Venise en 1604, imprimé par Angelo Gardano (fils d'Antonio Gardano). Seize autres madrigaux, pour certains de paternité incertaine, lui sont attribués.
À l'instar des œuvres de Gesualdo et de Luzzaschi, les madrigaux de Fontanelli sont destinés à un public restreint de connaisseurs, plus particulièrement de la musica reservata d'Alphonse II d'Este. D'un point de vue stylistique, sa musique utilise les techniques les plus avancées de son temps, dont le mouvement chromatique et la fausse relation. Contrairement à Gesualdo, le mouvement chromatique n'est pas une caractéristique définissant l'œuvre de Fontanelli. La plupart de ses morceaux sont très courts, de moins d'une minute. En contraste avec la majorité des madrigaux de Luzzaschi, aucun n'est écrit pour voix seule accompagnée d'instrument à corde pincée. Ils font usage du contrepoint rigoureux, et évitent d'avoir une voix soprane dominante. Un grand nombre de ses madrigaux, notamment ceux de son premier recueil, sont à deux ou trois voix sopranes : ils étaient peut être destinés au Concerto delle donne.
Une partie des morceaux de son deuxième recueil de madrigaux, publié en 1604 à Venise, a sans doute été composée à Rome. Certaines pièces sont écrites dans un style polyphonique plus simple, rappelant le style des madrigaux des décennies antérieures. Ce style est en accord avec les goûts de l'École romaine, plus conservateurs que l'École de Ferrare et réticents à la musique expérimentale.

## Source de la traduction
- (en) Cet article est partiellement ou en totalité issu de l’article de Wikipédia en anglais intitulé « Alfonso Fontanelli » (voir la liste des auteurs).